# APDIF Colombia
A Asociación para la Protección de los Derechos Intelectuales sobre Fonogramas y Videogramas Musicales, conhecida pela sigle APDIF Colombia, é uma empresa oficial que representa as indústrias fonográficas da Colômbia. É também associada ao IFPI.